# Cúp BTV 2021
Cúp BTV 2021, tên gọi chính thức là Giải bóng đá Truyền hình Bình Dương – Cúp Number 1 2021 vì lý do tài trợ, là mùa giải thứ 21 của Cúp BTV, giải đấu bóng đá giao hữu do Đài Phát thanh – Truyền hình Bình Dương tổ chức và Number One tài trợ. Giải diễn ra từ ngày 17 tháng 12 đến ngày 25 tháng 12 năm 2021.

## Các đội tham dự
- Khánh Hòa
- Bà Rịa Vũng Tàu
- Sài Gòn
- Nam Định
- Becamex Bình Dương (chủ nhà)

Vào ngày 9 tháng 12 năm 2021, câu lạc bộ Thành phố Hồ Chí Minh đã đề nghị rút lui khỏi giải đấu do phát hiện nhiều cầu thủ trong đội dương tính với COVID-19, và được thay thế bởi Sài Gòn. Hồng Lĩnh Hà Tĩnh và SHB Đà Nẵng cũng thông báo không thể tham dự giải vì lý do bất khả kháng; họ được thay thế lần lượt bằng Khánh Hòa và Bà Rịa Vũng Tàu.

## Bảng xếp hạng
| Đội                | Tr | T | H | B | BT | BB | HS | Đ  |
| ------------------ | -- | - | - | - | -- | -- | -- | -- |
| Becamex Bình Dương | 4  | 4 | 0 | 0 | 9  | 2  | +7 | 12 |
| Sài Gòn            | 4  | 2 | 0 | 2 | 6  | 4  | +2 | 6  |
| Khánh Hoà          | 4  | 1 | 2 | 1 | 4  | 4  | 0  | 5  |
| Bà Rịa Vũng Tàu    | 4  | 0 | 2 | 2 | 1  | 3  | −2 | 2  |
| Nam Định           | 4  | 0 | 2 | 2 | 4  | 11 | −7 | 2  |

## Giải thưởng
Các giải thưởng dưới đây đã được trao sau khi giải đấu kết thúc:
- Đội đoạt giải phong cách: Bà Rịa Vũng Tàu
- Vua phá lưới: Abdoul Abass Guiro
- Thủ môn xuất sắc nhất: Nguyễn Sơn Hải
- Cầu thủ xuất sắc nhất: Tô Văn Vũ

## Truyền hình
Các trận đấu của giải được truyền hình trực tiếp trên các kênh BTV1, BTV2 và BTV5.